# 池上斷層

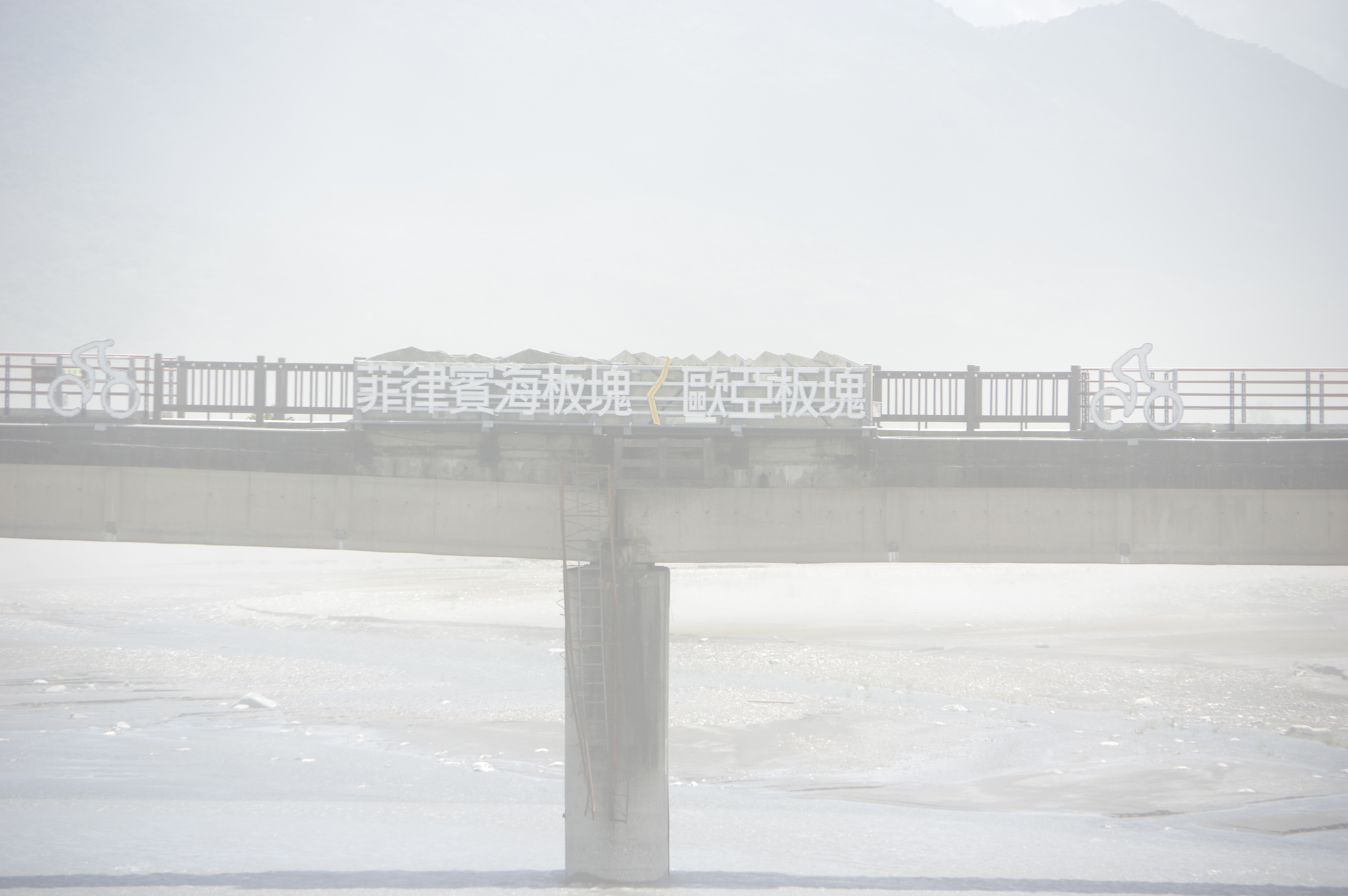
池上斷層通過玉里鎮的原臺灣鐵路管理局秀姑巒溪大橋，現已改為自行車道。

池上斷層（英語：Chihshang Fault），臺灣東部的地震斷層。具左移性質之逆移斷層，位於花蓮縣和臺東縣，長約65公里，歸為第一類活動斷層。
斷層由瑞穗東南方一帶向南南西延伸至池上東南方，錦園南方萬安附近，斷層面則呈現上陡下緩的向東傾斜曲面，接近地表傾斜約60度，至深度約25-30公里處則轉為接近水平。此斷層的滑移速率遠比美國聖安德列斯大斷層快，同時池上逆斷層的特性也打破一般認為平移斷層才會有斷層潛移的觀念。

## 影響
- 1951年縱谷地震系列：此次地震造成池上斷層地表破裂。

## 參見

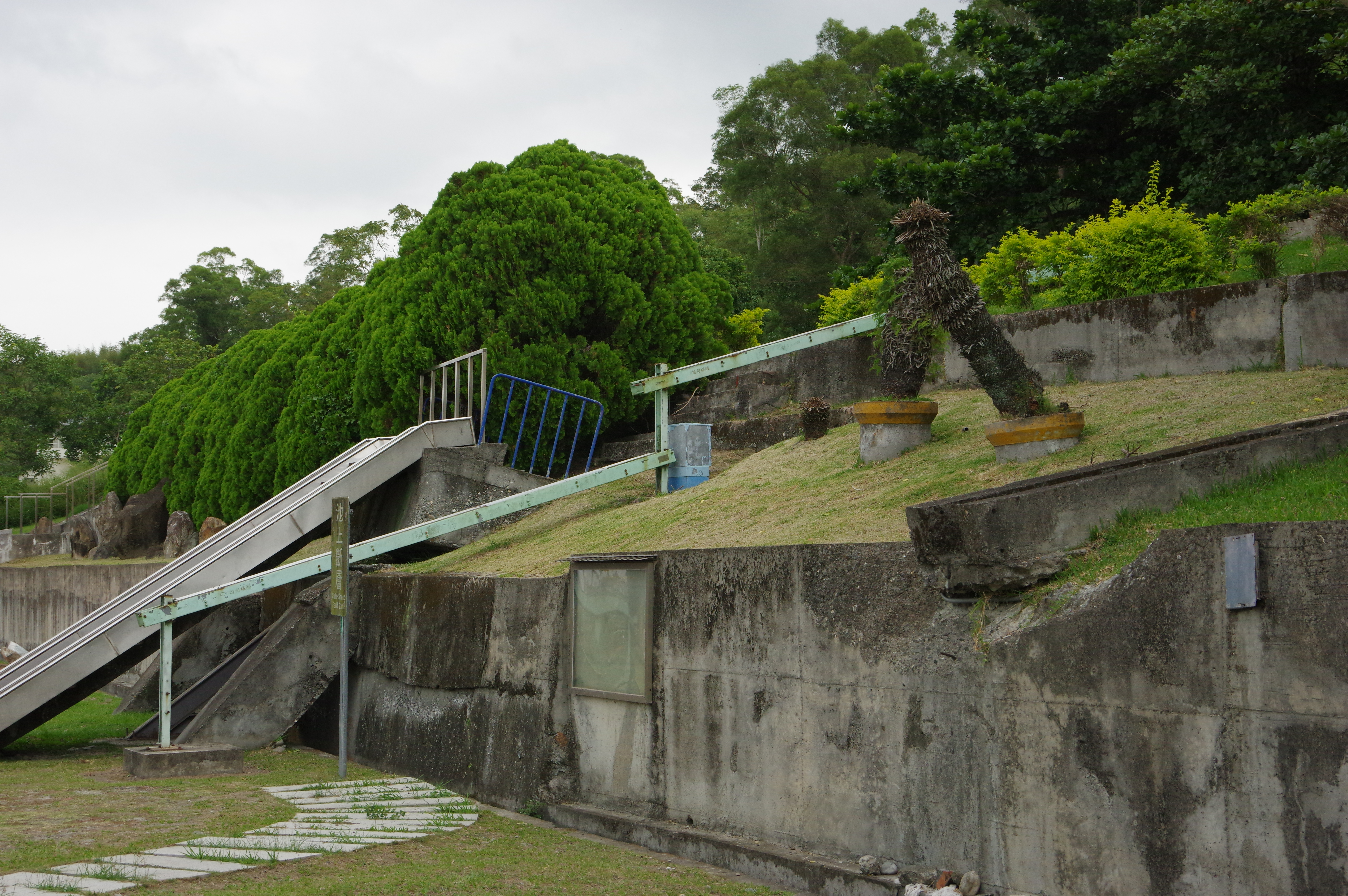
池上斷層監測站，於池上鄉大坡國小。